# Attilio
Attilio ist ein italienisch männlicher Vorname und Familienname.

## Namensträger

### Vorname
- Attilio Ariosti (1666–1729), italienischer Komponist, Sänger und Organist
- Attilio Benfatto (1943–2017), italienischer Radrennfahrer
- Attilio Bertolucci (1911–2000), italienischer Lyriker, Literaturkritiker und Übersetzer
- Attilio Bettega (1953–1985), ein italienischer Rallyefahrer
- Attilio Bignasca (1943–2020), Schweizer Unternehmer und Politiker
- Attilio Dottesio (1909–1989), italienischer Schauspieler
- Attilio Ferraris (1904–1947), italienischer Fußballspieler
- Attilio Giovannini (Filmschaffender) (* 1915), italienischer Filmschaffender
- Attilio Giovannini (Fußballspieler) (1924–2005), italienischer Fußballspieler
- Attilio Lombardo (* 1966), italienischer Fußballspieler und -trainer
- Attilio Marinoni (1892–1940), italienischer Automobilrennfahrer
- Attilio Maseri (1935–2021), italienischer Mediziner
- Attilio Micheluzzi (1930–1990), italienischer Comiczeichner
- Attilio Momigliano (1883–1952), italienischer Romanist, Italianist und Literarhistoriker
- Attilio Moresi (1933–1995), Schweizer Radrennfahrer
- Attilio Nicora (1937–2017), Kurienkardinal der römisch-katholischen Kirche
- Attilio Pavesi (1910–2011), italienischer Radrennfahrer
- Attilio Piccioni (1892–1976), italienischer Politiker
- Attilio Pierelli (1924–2013), italienischer Bildhauer und Dichter
- Attilio Ruffini (1924–2011), italienischer Jurist und Politiker
- Attilio Simonetti (1843–1925), italienischer Genremaler und Kunsthändler
- Attilio Tesser (* 1958), italienischer Fußballspieler und -trainer
- Attilio Zuccagni (1754–1807), italienischer Botaniker

### Familienname
- Henri d’Attilio (1927–2008), französischer Politiker